# Górki (Barciany)
Górki (nach 1945 Górka Pustka, deutsch Berg) ist ein kleiner Ort in der polnischen Woiwodschaft Ermland-Masuren und gehört zur Landgemeinde Barciany (Barten) im Powiat Kętrzyński (Kreis Rastenburg).

## Geographische Lage
Górki liegt wenige hundert Meter südlich der polnisch-russischen Staatsgrenze zur Oblast Kaliningrad (deutsch Gebiet Königsberg (Preußen)) in der nördlichen Mitte der Woiwodschaft Ermland-Masuren. Bis zur einstigen Kreisstadt Gerdauen (heute russisch Schelesnodoroschny) sind es sieben Kilometer in nordwestlicher Richtung, bis zur heutigen Kreismetropole Kętrzyn (deutsch Rastenburg) sind es 25 Kilometer in südlicher Richtung.

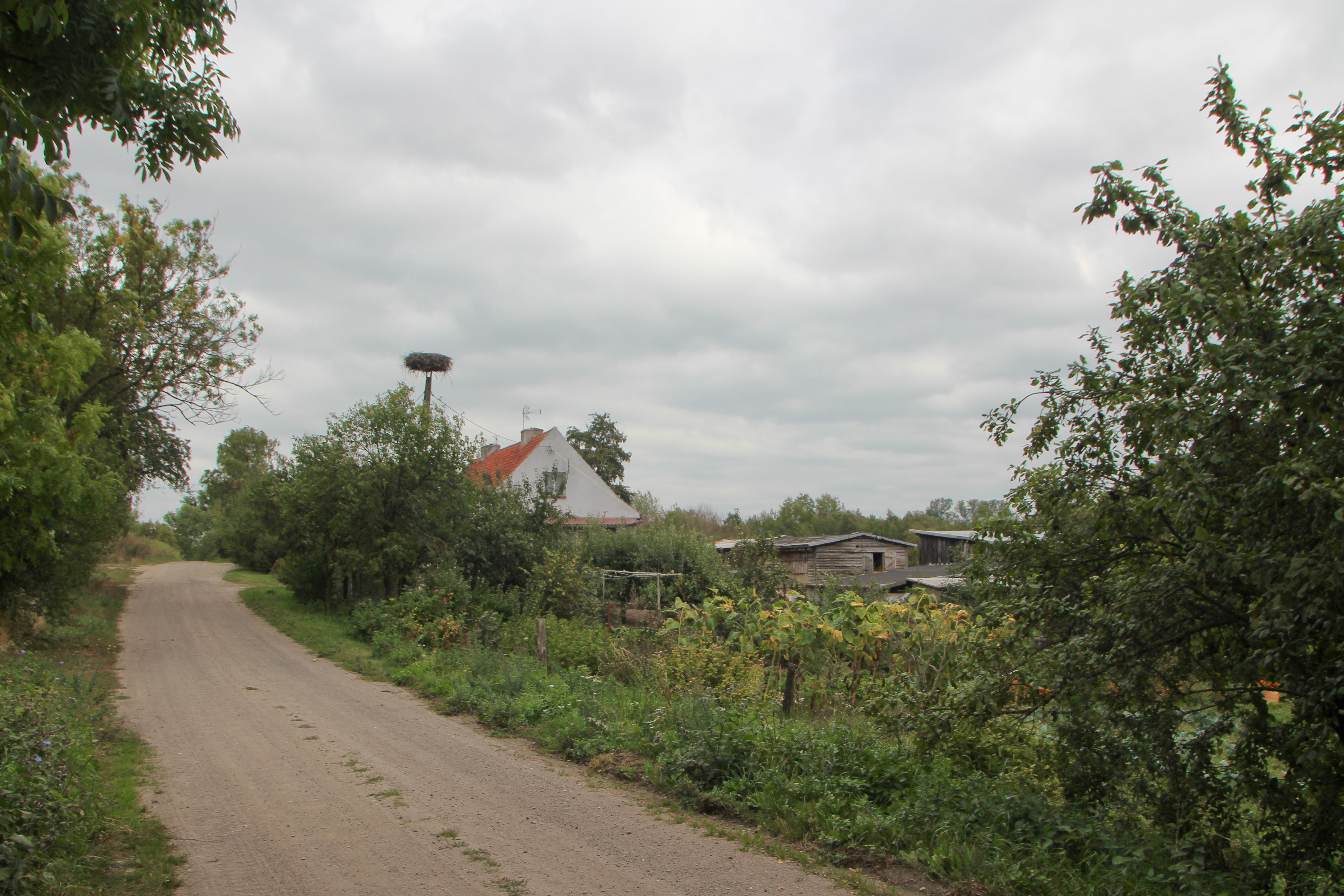
Dorfstraße mit Storchennest in Górki

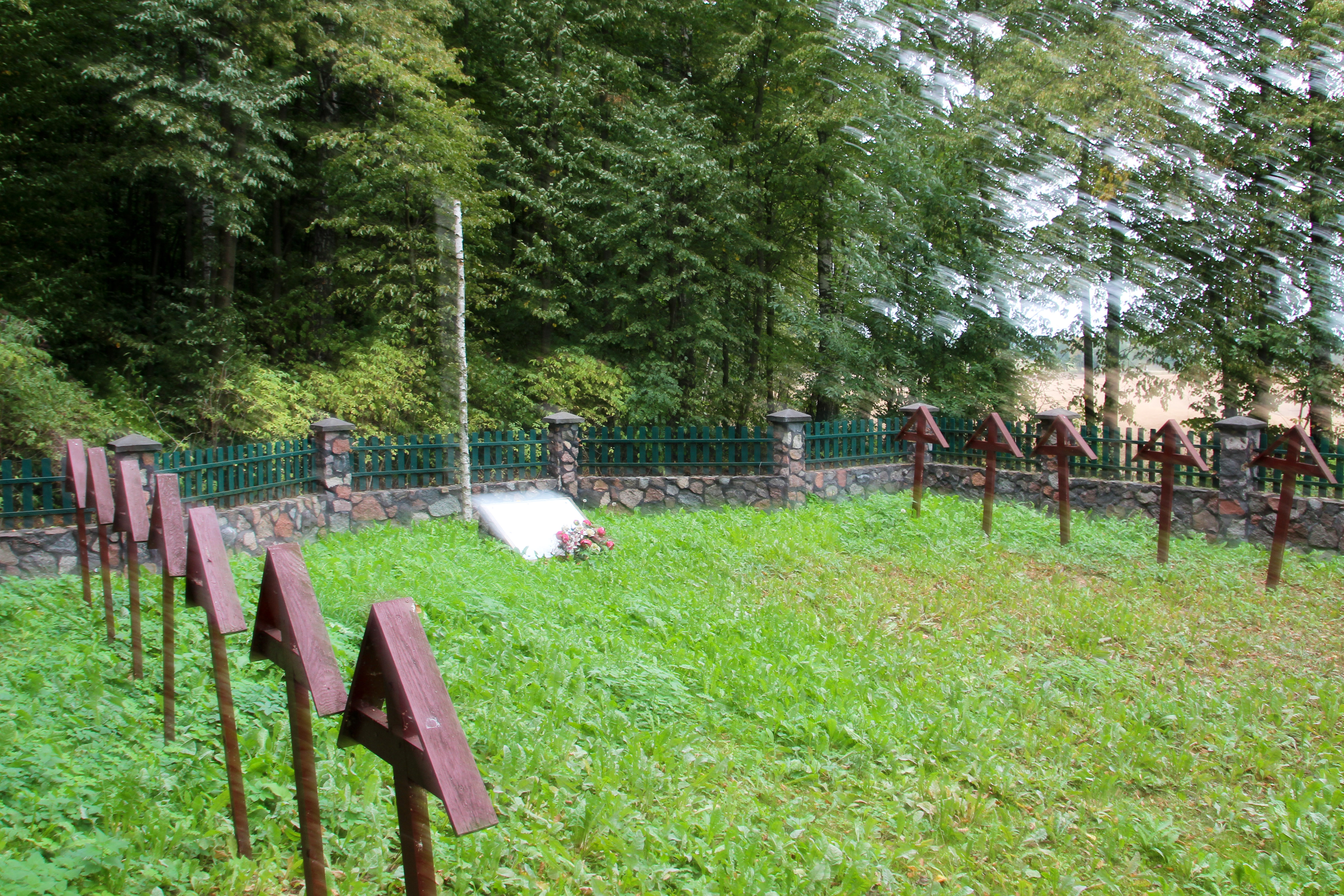
Kriegsgräberstätte 1914–1918 in Górki

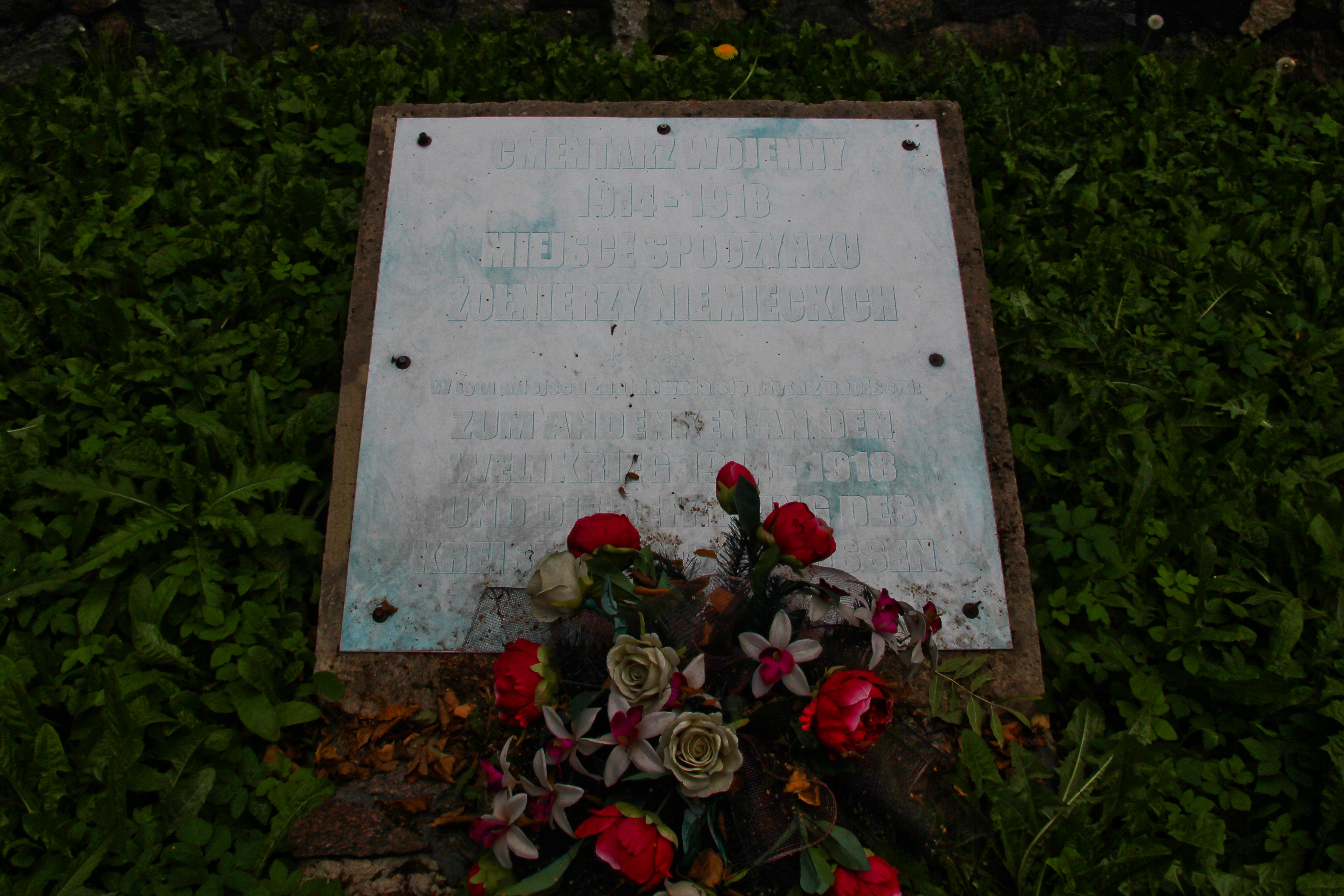
Gedenkstein auf der Kriegsgräberstätte

## Geschichte
Das einstige Vorwerk Berg war bis zum 30. September 1928 in den Gutsbezirk Arklitten (polnisch Arklity), danach bis 1945 nach Molthainen (1938 bis 1945 Molteinen, polnisch Mołtajny) im ostpreußischen Kreis Gerdauen eingegliedert. Im Jahre 1905 zählte der Ort 41 Einwohner.
Als 1945 in Kriegsfolge das südliche Ostpreußen an Polen überstellt wurde, war auch der kleine Ort Berg (unmittelbar an der Grenze zum nördlichen und nach Russland überstellten Teil Ostpreußens) davon betroffen. Er erhielt die polnische Namensform „Górka Pustka“, später dann die heutige Bezeichnung „Górki“. Die jetzige Siedlung (polnisch Osada) ist nunmehr in der Landgemeinde Barciany (Barten) im Powiat Kętrzyński (Kreis Rastenburg) verortet, bis 1998 der Woiwodschaft Olsztyn, seither der Woiwodschaft Ermland-Masuren zugehörig.

## Kirche
Bis 1945 war Berg in die evangelische Kirche Molthainen (1938 bis 1945 Molteinen, polnisch Mołtajny) in der Kirchenprovinz Ostpreußen der Kirche der Altpreußischen Union sowie in die römisch-katholische Kirche St. Bruno Insterburg (heute russisch Tschernjachowsk) im damaligen Bistum Ermland eingepfarrt.
Heute gehört Górki evangelischerseits zur Kirchengemeinde in Barciany, einer Filialgemeinde der Johanneskirche Kętrzyn in der Diözese Masuren der Evangelisch-Augsburgischen Kirche in Polen sowie katholischerseits zur Pfarrei St. Anna Mołtajny im jetzigen Erzbistum Ermland.

## Verkehr
Górki liegt an einer Nebenstraße, die von Mołtajny nach Duje (Doyen, 1938 bis 1945 Dugen) führt. Vor 1945 verlief die Straße in nordwestlich Richtung über Posegnick (russisch Sori, heute Wüstung im russischseitigen Grenzgebiet) bis zur Kreisstadt Gerdauen (russisch Schelesnodoroschny).
Bis nach Gerdauen führte vor 1945 auch eine von Barten kommende Bahnstrecke, an der Berg eine Bahnstation bildete. Die Bahnstrecke wurde von den Rastenburger Kleinbahnen betrieben, aber nach 1945 nicht reaktiviert, so dass Górki heute ohne Bahnanbindung ist.